# Tetrafluoreto de oganessônio
Tetrafluoreto de oganessônio, fórmula química 
OgF4, é um composto químico hipotético contendo o elemento químico oganessônio, adicionado recentemente à Tabela Periódica. Seria um exemplo de um composto de gás nobre estável química e termodinamicamente. Devido a efeitos quânticos relativísticos, o oganessônio é esperado para ser um elemento químico moderadamente reativo, apesar de estar localizado na família dos gases nobres, os quais são elementos químicos muito pouco reativos. Previsões teóricas apontam que a geometria molecular do composto seria 
tetraédrica, ao invés de quadrado planar como seu homólogo mais leve, o tetrafluoreto de xenônio, devido aos efeitos relativísticos.

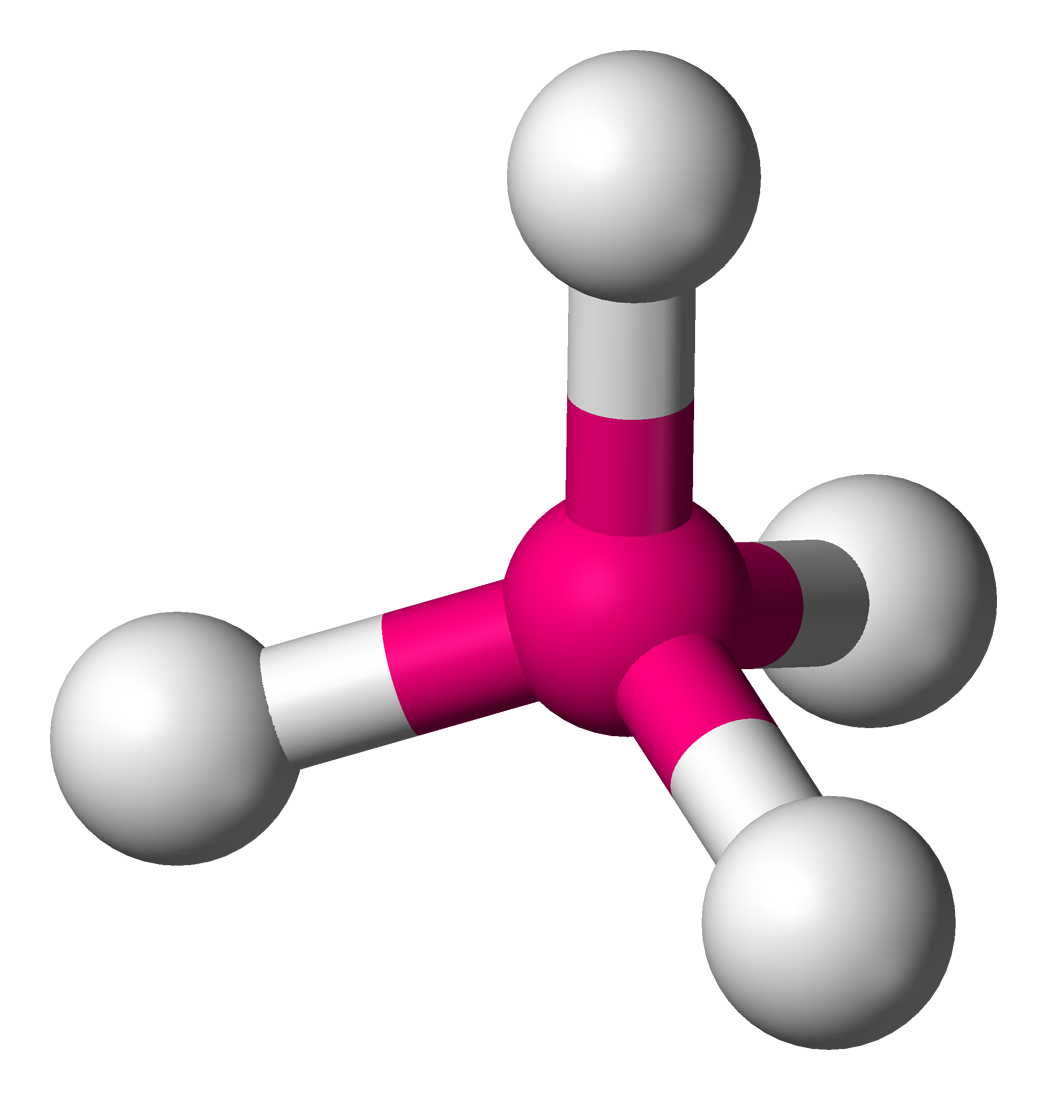
O composto hipotético tetrafluoreto de oganessônio, OgF_{4}, está previsto para apresentar uma configuração molecular tetraédrica, diferindo bastante de seus homólogos XeF_{4} (tetrafluoreto de xenônio) e possivelmente RnF_{4} (tetrafluoreto de radônio).

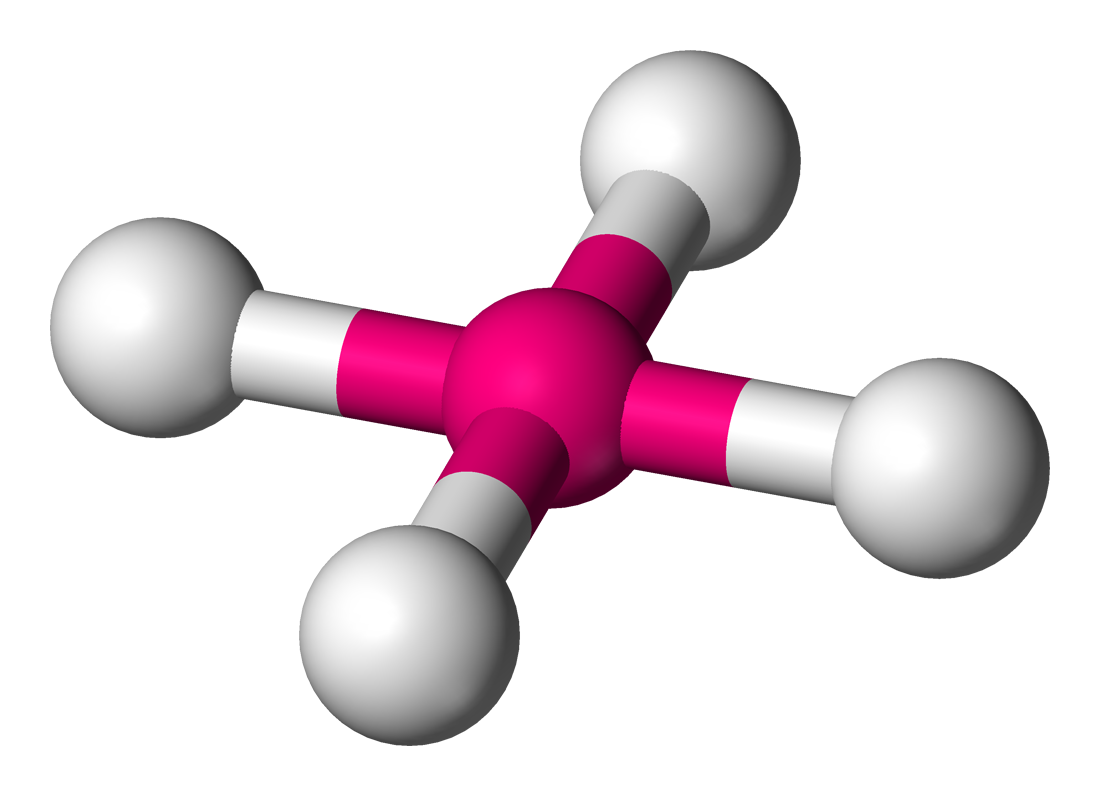
XeF_{4} possui uma configuração molecular quadrado planar, diferente do OgF_{4}.

OgF4 é previsto para ser um sólido cristalino à temperatura ambiente. No entanto, o elemento Og é muito radioativo e de vida muito curta, sem isótopos conhecidos de meia-vida suficientemente longa para que seja isolado e tenha seus compostos sintetizados 